# کوه فوجی
کوه فوجی (به ژاپنی: 富士山 / Fuji-san) با بلندای ۳۷۷۶ متر، بلندترین کوه ژاپن است. این کوه یک آتشفشان خاموش است که آخرین فوران آن به سال‌های ۱۷۰۷-۱۷۰۸ میلادی برمی‌گردد. کوه فوجی یکی از سه کوه مقدس ژاپن (三霊山/ Sanreizan) است. دامنهٔ کوه فوجی در مرز بین استان‌های شیزوئوکا و یاماناشی در غرب توکیو قرار دارد و می‌توان آن را در یک روز آفتابی دید. کوه فوجی نزدیک به کنارهٔ اقیانوس آرام در جزیره هونشوی مرکزی واقع شده است و سه شهر کوچک آن را احاطه کرده‌اند: گوتنبا (جنوب)، فوجی‌یوشیدا (شمال) و فوجی‌نومیا (جنوب غربی).
روزانه تقریباً ۱۰ هزار نفر از این کوه بالا می‌روند. ریختِ زیبای کوه فوجی که به ریخت یک مخروط متقارن است به عنوان نِمادی از کشور ژاپن شناخته شده است و پیوسته در نقاشی‌ها و عکس‌ها می‌آید.

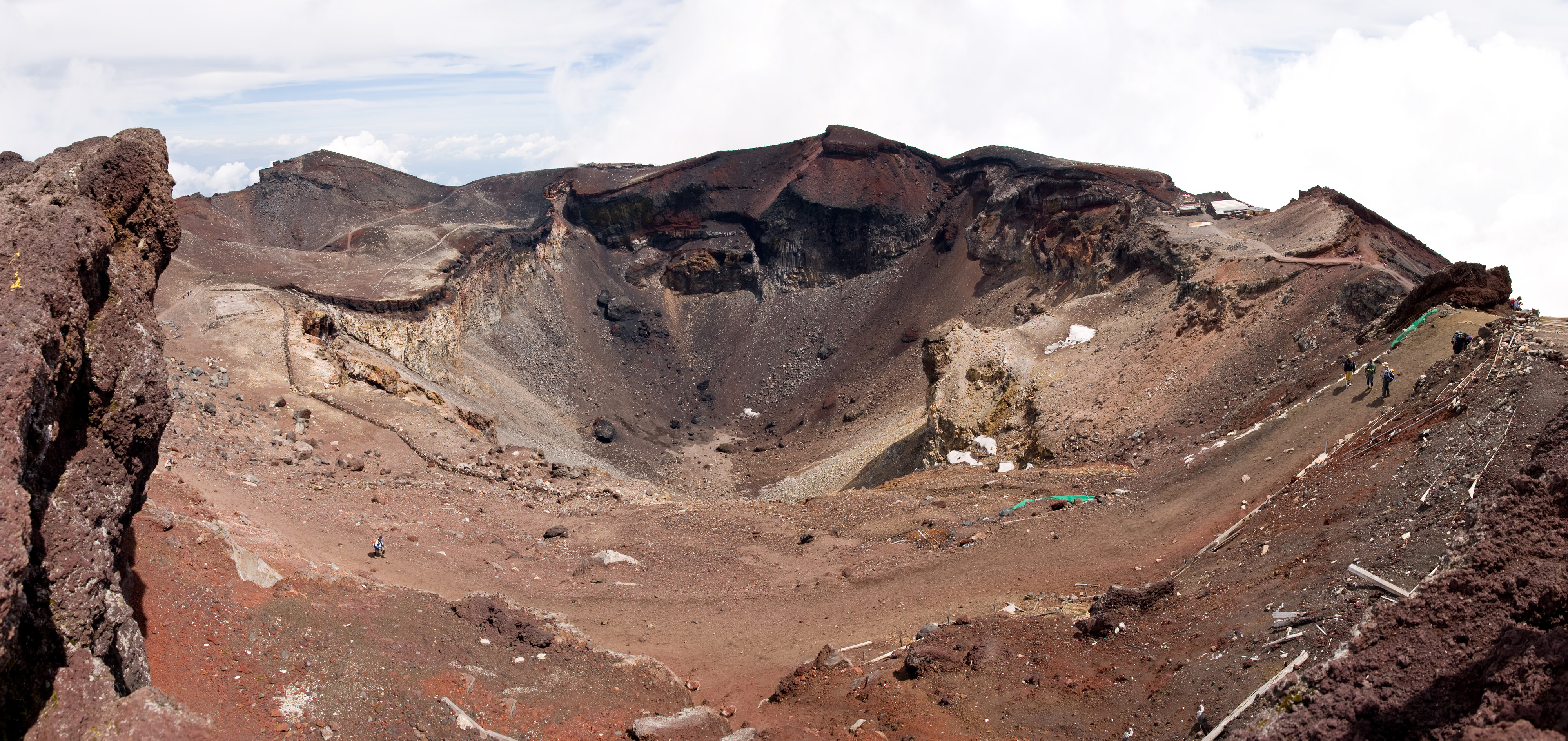
دهانهٔ آتشفشانی کوه فوجی.

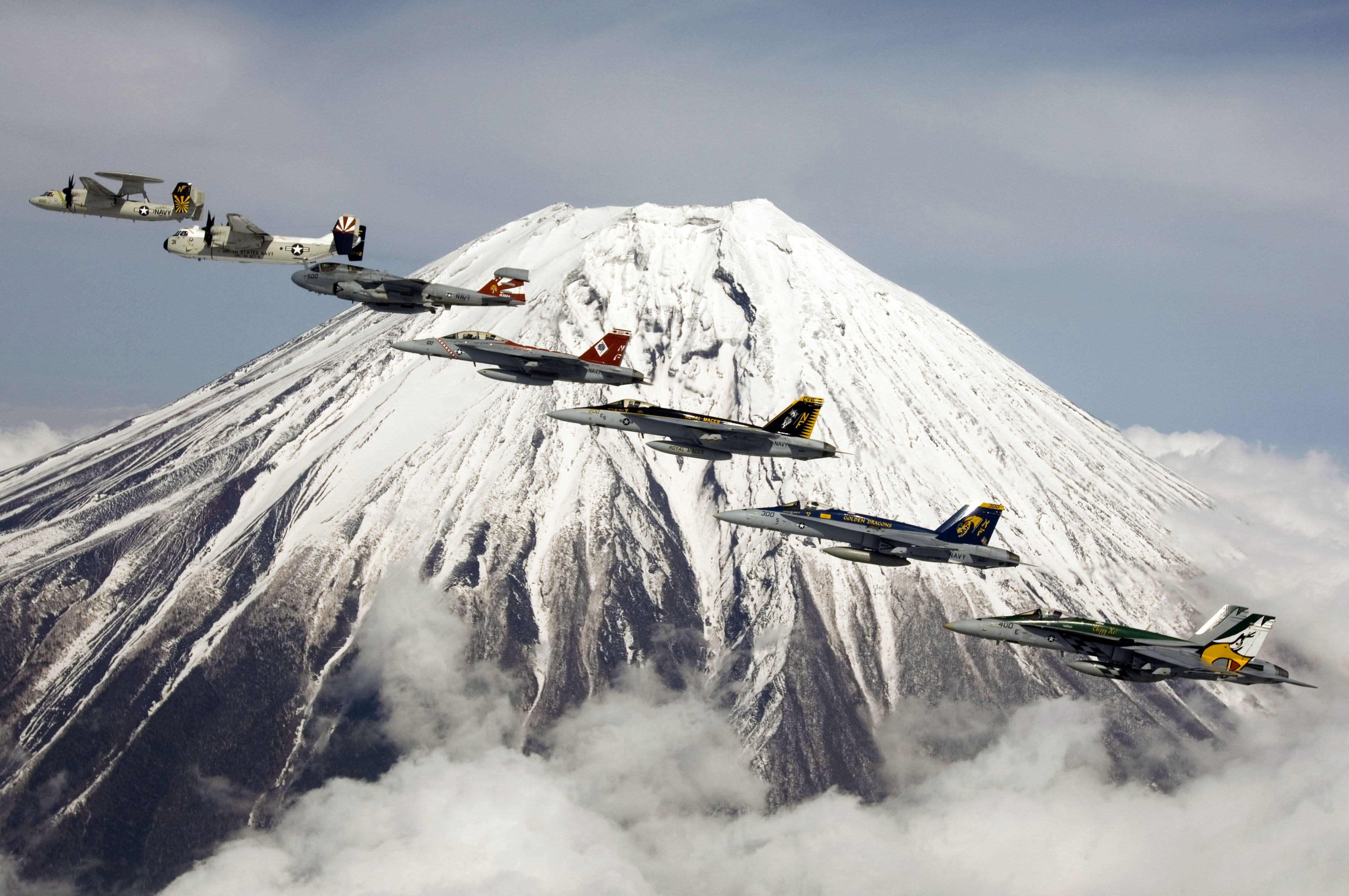
پرواز هواپیماهای نظامی نیروی هوایی آمریکا در مقابل کوه فوجی.

## فوران آتشفشان
آخرین فوران آتشفشانی کوه فوجی در تاریخ ۱۶ دسامبر ۱۷۰۷ میلادی، اتفاق افتاد.

## جغرافیای پیرامون

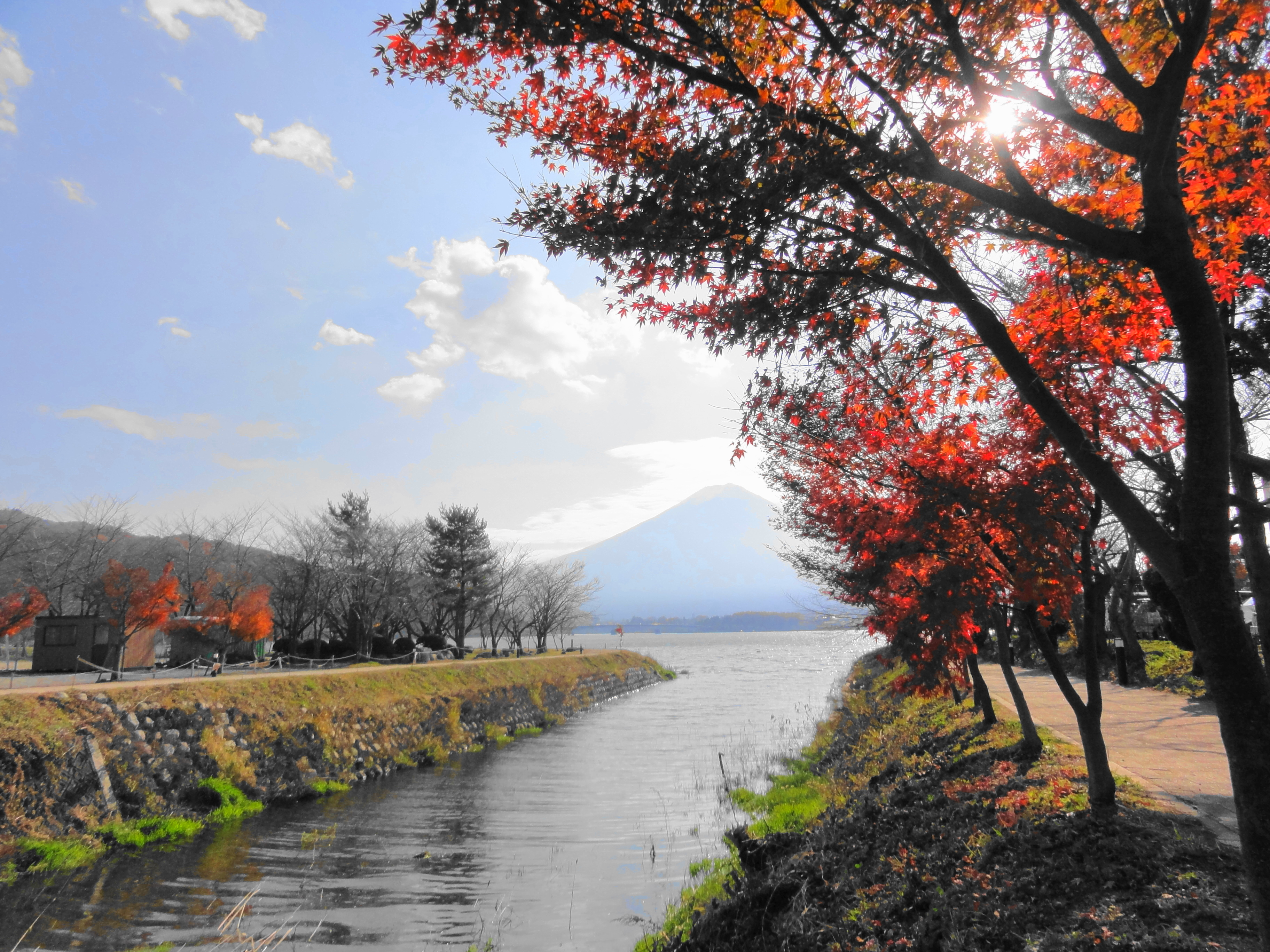
رودخانه ساگامی و دریاچه کاواگوچی با کوه فوجی در پس‌زمینه

جنگل آئوکیگاهارا در شمالِ‌غربی دامنهٔ کوه فوجی واقع شده است. این جنگل، برای ژاپنی‌ها مکانی شناخته‌شده و محترم برای خودکشی محسوب می‌شود. درختان داکه کانبا، به دلیل باد و برف زمستانی نزدیک به زمین رشد می‌کنند و همین منظرهٔ این کوه را خیال‌انگیز ساخته است. بندر شمیزو، در سایه آتشفشان کوه فوجی قرار دارد.

## دسترسی
ایستگاه پنجم یوشیدای کوه در استان یاماناشی واقع شده است. از شینجوکو با اتوبوس می‌توان پس از طی مسافتی حدود دو ساعت به‌آن‌جا رسید. از دامنهٔ کوه تا قلهٔ کوه، پانزده استراحت‌گاه وجود دارد.

## در هنر
کوه فوجی به عنوان نمادی مهم از ژاپن در بسیاری از نقاشی‌های ژاپنی دیده می‌شود. برای نمونه می‌توان به سی و شش چشم‌انداز کوه فوجی، اثر کاتسوشیکا هوکوسائی اشاره کرد.